# مقعد الخطوط الجوية

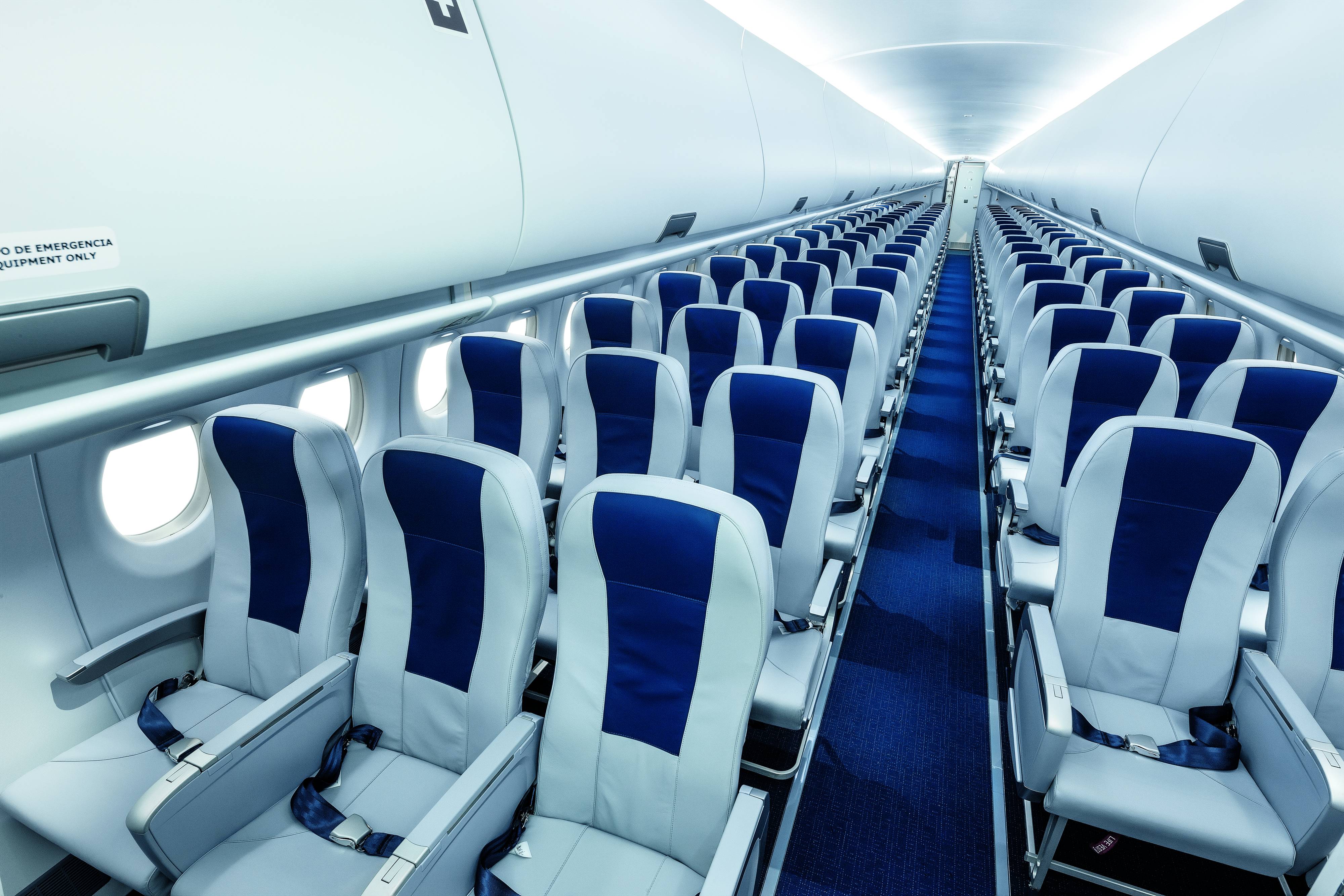
مقاعد الركاب على متن سوخوي سوبرجت 100

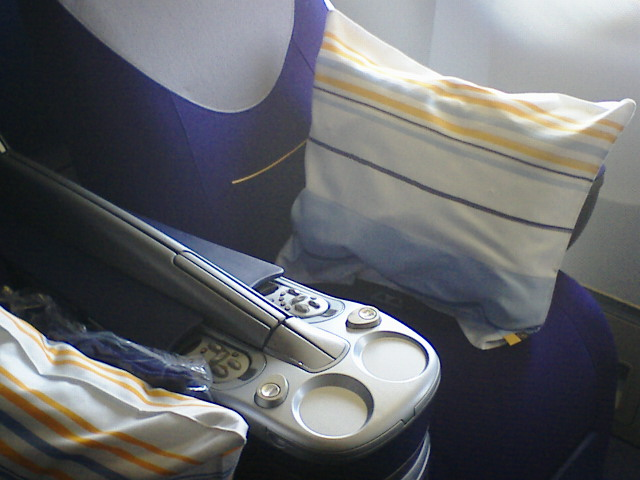
مقعد درجة رجال الأعمال على خطوط لوفتهانزا على متن بوينغ 747-400

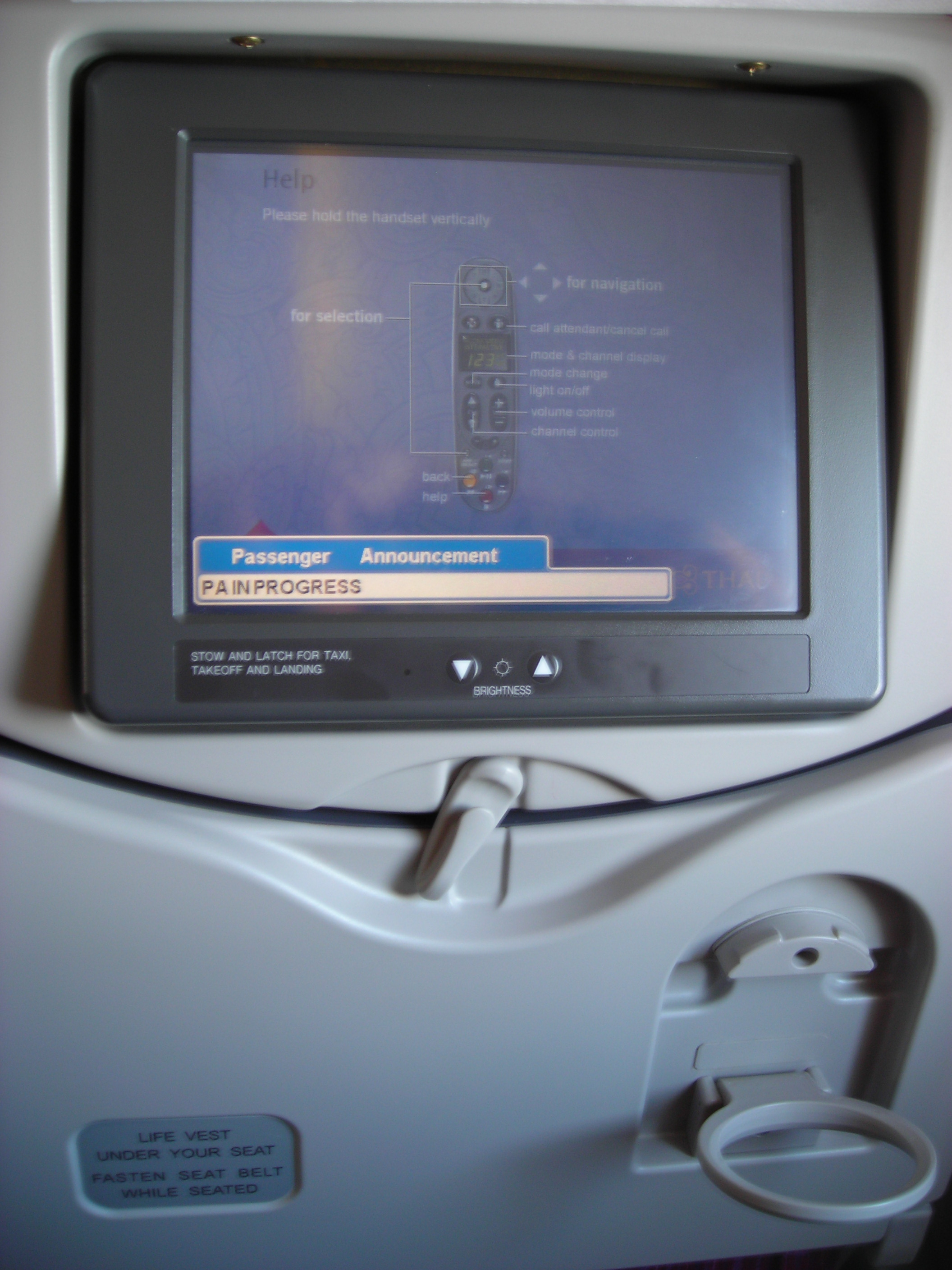
شاشة تحكم مثبته على مقعد في الفئة الإقتصادية (الخطوط الجوية التايلندية إيرباص إيه 340).

مقعد الخطوط الجوية هو مقعد على طائرة رحلات حيث يمكنه استضافه الراكب في وقت الرحلة حتى انتهاءها. ويكون الترتيب غالباً في صفوف متواصلة حول جسم الطائرة. الرسم الذي يوضح أماكن المقاعد في الطائرة يسمى خريطة مقاعد الطائرة.

## المميزات ووسائل الراحة
في الطائرات القديمة، المقاعد كانت ذات ذراعين حيث أنها تقف بحرية في قمرة المركبة الجوية، ولكن الأثاث المتحرك في المركبة الجوية يشكل خطراً في الأمان، والآن في الوقت الحاضر تثبت الكراسي في أرضية الطائرة. ولكن شركات الخطوط الجوية تريد مرونة في تحريك المقاعد أو ازالتها، لذا تثبت المقاعد في أقضبه شبيه بسكة الحديد تحت الأرضية والذي يسير حول جسم الطائرة. وإذا أرادت شركة الطيران ان تغير ترتيب الكراسي ستعد هذه عملية كبيرة.
ولسلامة الركاب، مقاعد الخطوط الجوية مجهزة بأحزمة أمان، ويوجد هنالك علامة تضئ لربط الحزام فوق كل مقعد، وتضئ عندما يجب على المسافرين ربط أحزمتهم ليبقوا على المقاعد مع ربط حزام الأمان. يحدث هذا عندما تكون الطائرة تتحرك على المدرج، أو تقلع أو تهبط. قد أيضاً يستوجب على قائد الطائرة أن يضئ العلامة عندما تمر الطائرة بجريان مضطرب 

### وسائل الراحة الأساسية

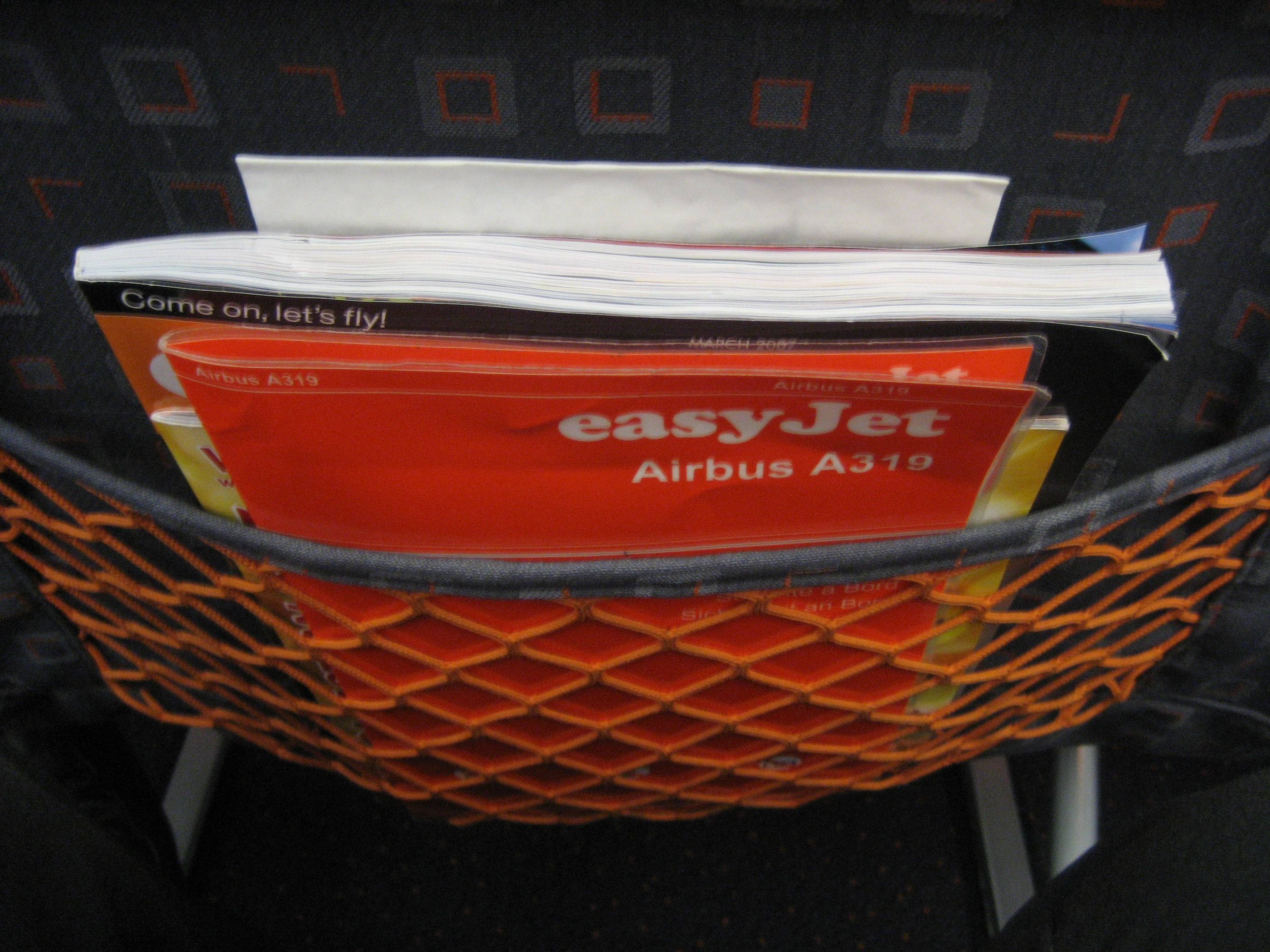
جيب المقعد ال1ي يحتوي على بطاقة السلامة، مجلات، و كيس دوار الجو

المقاعد غالباً تكون مجهزة بوسائل راحة إضافية. كخاصية تعديل وضعية المقعد، مما يسمح براحة أكثر للمسافر، وتكون إما ميكانيكية (عادةً في الدرجة الإقتصادية والدرجة الأولى أودرجة رجال الأعمال في الطائرة ذات البدن القصير) أو كهربائياً (في الدرجة الأولى ودرجة رجال الأعمال حيث تكون عادةً في طائرات البدن الطويل) معظم المركبات الجوية تقدم أيضاً صينية لتناول الطعام، القراءة، حيث تكون في الدرجة الاقتصادية في المقعد الخلفي وبالإمكان طيها وفتحها لتشكل طاولة صغيرة أو تكون بداخل مسند الذراع حيث بالإمكان طيها للخارج  في الدرجة الأولى أو درجة الأعمال أو المقاعد مابين الحاجز، أو المقاعد المتواجدة بالقرب من المخرج. ومعظم مقاعد الخطوط الجوية تحتوي على جيب والذي قد يحتوي على مجلات أو تعليمات السلامة.
في الطائرات ذات البدن القصير، أو شركات الطيران ذات التكلفة المنخفضة، بعض قد لا تتواجد بعض من وسائل الراحة هذه، على سبيل المثال، على طائرات عديدة، رايان إير وضعت كراسي غير متحركة وبدون جيوب تحتوي على تعليمات السلامة، حيث علقت تعليقات السلامة على خلف كل مقعد، حتى في بعض الخطوط الجوية التي تحتوي على مقاعد قابلة للتحرك، قد تكون بعض المقاعد حركتها محصورة لنطاق معين أو بدون حركة مطلقاً. عادةً يكون هذا الصف الخلفي للمقصورة حيث يمنع الحاجز حركة المقعد، أو المقاعد التي تتواجد في أمام مخرج الطوارئ حيث يمكن أن يتسبب في إعاقة الوصول إلى المخرج، مما يجعله خطراً  محتملاً على السلامة. مواقع مراجعة المقاعد كـSeatGuru تحذر الركاب من هذه المقاعد. خلال الإقلاع والهبوط يطلب طاقم العمل من الركاب لضبط مقاعدهم في وضعية مستقيمة وأن يرفعوا طاولة الصينية.

### وسائل راحة متقدمة

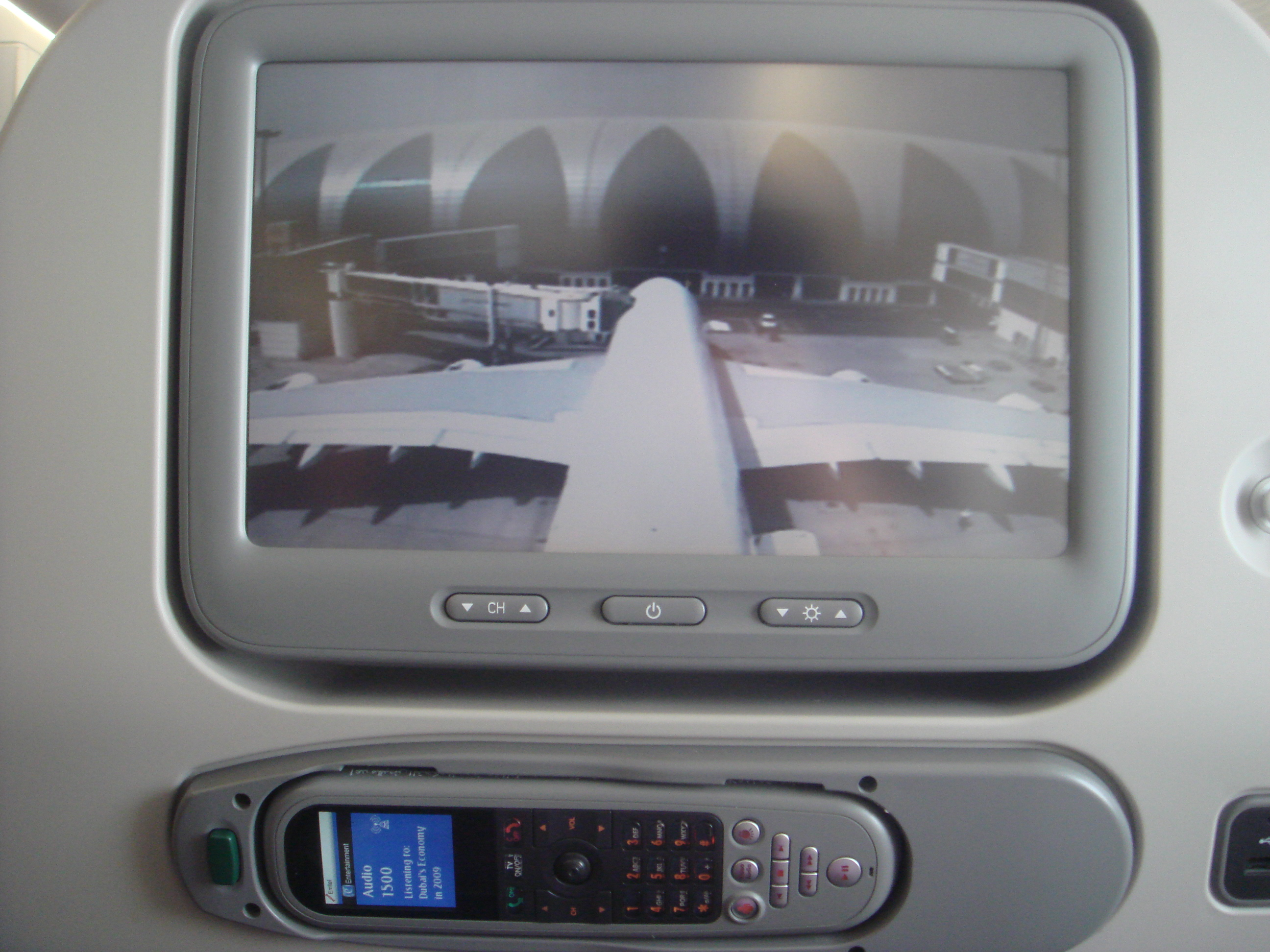
جهاز الترفية الشخصي (طيران الإمارات) في إيرباص إيه 380 يظهر مطار دبي الدولي من الكاميرا المثبته في ذيل الطائرة

#### الأجهزة الإلكترونية
قد تكون المقاعد مجهزة بمنافذ كهرباء (EmPower، التيار المتناوب، تيار مستمر، تيار يو إس بي للأجهزة الكهربائية الصغيرة) ومنافذ لسماعات الرأس للترفية الصوتي. قد تضع بعد الخطوط الجوية شاشات تلفاز في خلف كل مقعد كجزء من أجهزة الترفية المدمج على الطائرة في الطائرات ذات البدن الطويل

#### مخدات قابلة للتعديل
معظم المركبات الجوية ذات البدن الطويل (وبعض المركبات ذات البدن القصير في بعض الخطوط الجوية) لديها خاصية المقاعد مع مخدات قابلة للتعديل في جميع الفئات، تسمح للراكب بأن يعدل المخدة للراحة

#### دعامات للظهر قابلة للتعديل
توجد دعامات أسفل الظهر القابلة للتعديل كهربائياً في أغلب الطائرات ذات البدن الطويل في مقاعد الفئة الأولى وفئة الأعمال. نادراً إذا وجدت في الفئات الاقتصادية وقد تأتي على شكل تحكم ميكانيكي في بعض الطائرات ذات البدن الطويل. ولكن مع تزايد مقاعد «الخطوط الضعيفة» في درجات الفئة الأقتصادية، بدأت هذه الخاصية بالاختفاء في معظم المقاعد الجديدة في الفئة الاقتصادية. 

#### التدليك
بعض درجات فئة الأعمال قد تتوفر على خاصية التدليك المدمجة كما في ريكارو CL 4420

#### المقاعد السريرية المسطحة
في بعض قمرات فئات درجات الأعمال تتوفر مقاعد قابلة للانطواء حتى يصبح مسطح وتسمح براحة أكثر من المقاعد الاعتيادية، ولكنها ليست كراحة السرير المسطح الكامل.
أغلب قمرات الفئات الأولى العالمية وعدد من فئات الأعمال العالمية تحتوي على مقاعد بإمكانها الانطواء بشكل أفقي مسطح كامل، لتشكل بذلك سرير.

#### مقاعد الخط النحيل «الدرجة الاقتصادية»
بعض خطوط الطيران تقدم مقاعد جديدة تسمى الـ"Slimline" «الخط النحيل» في درجات الفئات الاقتصادية. هذه المقاعد بالإضافة لكون وزنها خفيف، نظرياً تسمح للخطوط الجوية بزيادة السعة من دون التأثير على راحة الركاب بشكل ملحوظ. بالرغم من أن العديد من الركب لم تروق له هذه المقاعد. علاوة على ذلك، قسم النقل بدأ بإستكشاف مشاكل السلامة المتعلقة بزيادة سعة الطائرة والفاصل بين كل مقعد والمقعد الأخر الذي نتج عن تركيب مقاعد الخط النحيل. في 14، أبريل 2015 بالسماع إلى اللجنة الاستشارية للطيران لحماية المستهلك التابع  لقسم النقل، سينثيا كوربيت، محققة تابعة لإدارة الطيران الفدرالية (FAA) المعهد المدني للفضاء الطبي، ناقش مخاوف تتعلق بإخلاء الطوارئ لسعة أكبر في الطائرة. نوع هذا المقعد ذاع صيته بسبب ريكارو، لكن مصنعون أخرون (على سبيل المثال مقاعد زودياك و  بي/إيه للطيران) قدموا مقاعد الخط النحيل الخاصة بهم. هذه المقاعد قد وقد لا تحتوي على مخدات رأس قابلة للتعديل، وعموماً لا تحتوي على دعامات الظهر قابلة للتعديل. مقاعد الخط النحيل تخضع لإعادة تنقيح أكثر.

[بحاجة لمصدر]

## نسق المقاعد

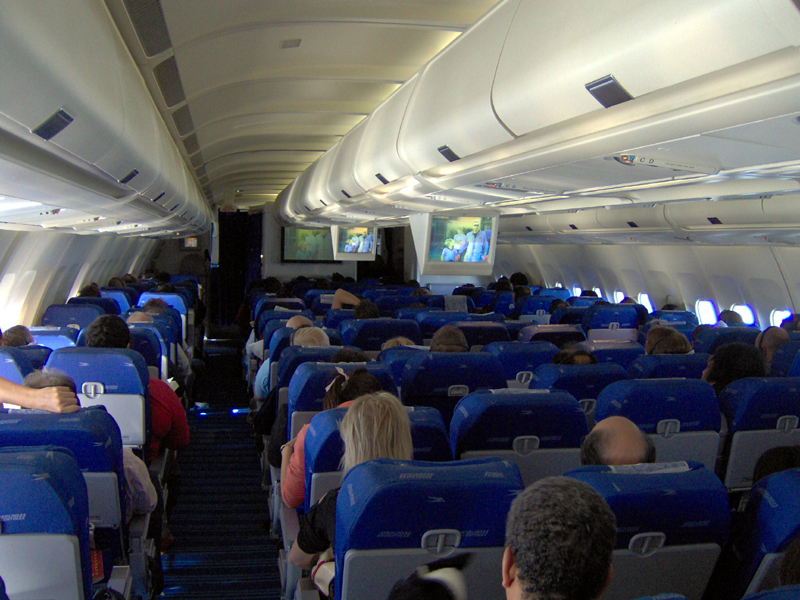
تنسيق مقاعد 2+4+2 في الخطوط الجوية الأرجنتينية بدن عريض تابع لطائرة إيرباص إيه 340

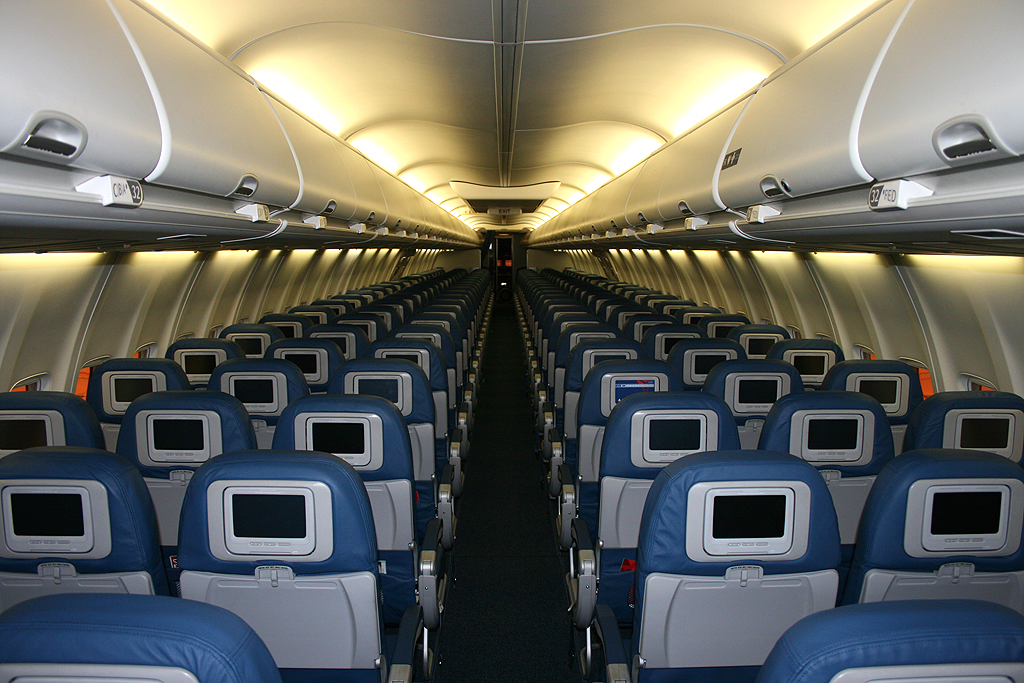
نسق مقاعد 3+3 في خطوط دلتا الجوية في طائرة ذات بدن ضيق (بوينغ 737) مع مقاعد زودياك النحيلة 5751

قمرات الخطوط الجوية كثيراَ ما تصنف على انهاذات بدن ضيق  إذا كان هنالك ممر واحد ضيق مع كراسي على كلا الجانبين، أوذات بدن واسع إذا كان هنالك ممران مع مجموعة كراسي بينهم بالإضافة إلى المقاعد التي على الجوانب.
عدد المقاعد التي تكون جنباً إلى جنب متأثرة بعرض الطائرة. في الطائرة الصغيرة على سبيل المثال بيتشكرافت 1900 هنالك فقط مقاعد فردية في كل جهة من الممر (تنسيق 1+1). وأعرض طائرة ذات بدن ضيق على سبيل المثال إيرباص إيه 320 و بوينغ 737 تحوي على ستة مقاعد جنباً إلى جنب في نسق 3+3. وتوجد النسق الغير متماثلة ايضاً، الأمثلة تتضمن إمبراير إي آر جيه 145 والتي تحوي نسق مقاعد 1+2 وبينما طائرة ماكدونل دوغلاس دي سي-9 عادةً تحوي نسق 2+3.
في الطائرات ذات البدن العريض، مقاعد المجموعة التي تكون في الوسط بين الممرين تستطيع أن تحوي مايصل إلى 5 مقاعد على الطائرة كنسق معظم ماكدونل دوغلاس دي سي-10 و بعض طائرات بوينغ 777، وعلى الرغم  من أن بوينغ توصي بنسق 3+3+3 عوضاً عن نسق 2+5+2. الطائرات ذات العرض الكبير على سبيل المثال بوينغ 747 أو إيرباص إيه 380 تحوي عشرة مقاعد جنباً إلى جنب، على الرغم من أن هذا النسق قد يستخدم بعض الأحيان كنسق ذو كثافة عالية في الطائرة عادةً يكون المقاعد تسعة جنباً إلى جنب، كالتي في 777 أو دوغلاس-10. مؤخراً الخطوط الجوية بدأت بتبني عشرة مقاعد جنباً إلى جنب في طائرة بوينغ 777-300.
بينما هنالك استثناءات، فمعظم الطائرات التجارية تكون المقاعد فيها أمامية الإتجاة وفي الطائرات العسكرية تكون المقاعد في أكثر الأحيان خلفية الإتجاه.خطوط ساوث ويست الجوية قدمت سابقاً بعض المقاعد المتوجهة خلفياً في بعض الطائرات ولكن ذلك المخطط قد انتهى الآن. وأيضاً المقاعد المتوجهة خلفياً شائعة في طائرات رجال الأعمال لتقديم نسق طاولة حوار. ويقال أن المقاعد خلفية الإتجاة تكون آمنة أكثر وذلك لأنه في حالة الاصطدام التباطؤ المفاجئ سيدفع المسافر في نحو مقعد ذو اتجاه خلفي وذلك يعني أن القوة ستتوزع حول المقعد الخلفي، عوضاً عن شريط حزام الأمان.